# Tetrapediini
Tribu
Tetrapediini est une tribu d'insectes de la famille des Apidae (l'une des familles d'abeilles).

## Liste des genres
Selon BioLib (8 juin 2019) :
- genre Coelioxoides Cresson, 1878
- genre Tetrapedia Klug, 1810

## Publication originale
- (en) Charles D. Michener et Jesús Santiago Moure, « A study of the classification of the more primitive non-parasitic anthophorine bees (Hymenoptera, Apoidea) », Bulletin of the American Museum of Natural History, New York, Musée américain d'histoire naturelle, vol. 112, no 5,‎ 1957, p. 395-452 (ISSN 0003-0090 et 1937-3546, OCLC 1287364, lire en ligne).